# Sarnikierz
Sarnikierz [sarˈnikʲɛʂ] (tiếng Đức: Dorotheenthal) là một ngôi làng thuộc khu hành chính của Gmina Wgorzyno, thuộc quận Łobez, West Pomeranian Voivodeship, ở phía tây bắc Ba Lan. Nó nằm khoảng 9 kilômét (6 mi) phía nam của Węgorzyno, 20 km (12 mi) phía nam Łobez và 63 km (39 mi)     về phía đông của thủ đô khu vực Szczecin.
Làng có dân số 33 người.